# Campo de concentración de Soldau

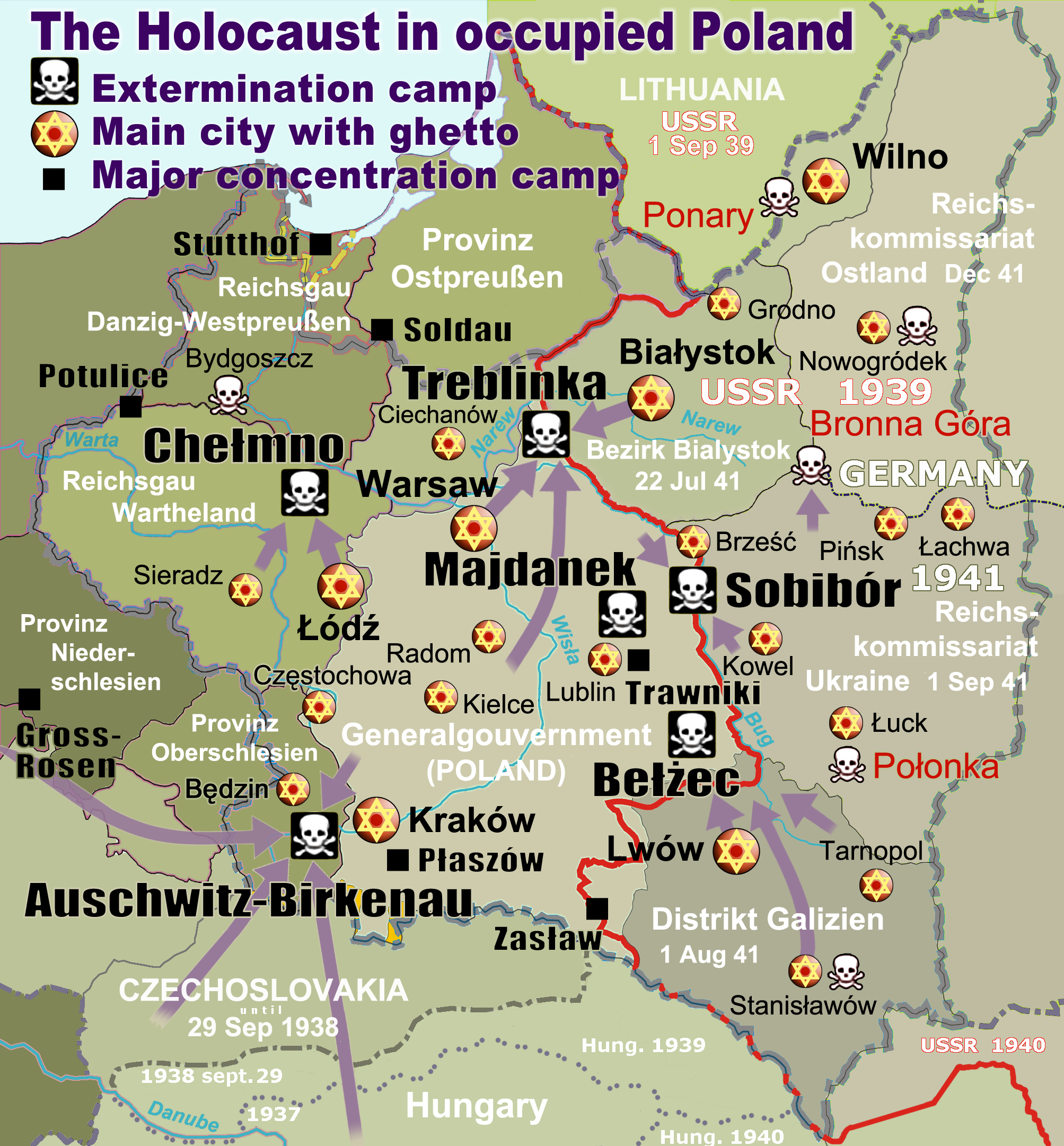
Campos de concentración nazis en la Polonia ocupada (marcados con cuadrados negros).

El campo de concentración de Soldau fue un campo de concentración creado por la Alemania Nazi durante la Segunda Guerra Mundial en Działdowo (del alemán: Soldau) en la Polonia ocupada.
Con la aprobación de Reinhard Heydrich, Otto Rasch fundó el campo en el invierno de 1939-1940 como un Durchgangslager (Dulag) o campo de tránsito, donde los prisioneros políticos podían ser ejecutados clandestinamente. Según la Action T4, los pacientes mentales en sanatorios en Prusia Oriental y en Zichenau fueron llevados al campo de Soldau, donde 1.558 pacientes fueron asesinados por el comando Herbert Lange al interior de un camión con gas entre el 21 de mayo y el 8 de junio de 1940.
Durante el verano de 1941, el campo de Soldau fue reorganizado en un Arbeitserziehungslager (literalmente "campo de educación laboral"). Los reclusos del campo de trabajo, divididos en campos separados de acuerdo al género, fueron forzados a realizar labores agrícolas. Este campo fue cerrado en enero de 1945.
En total, 13.000 de 30.000 prisioneros fueron asesinados en este campo. Entre las víctimas conocidas se encuentran:
- Antoni Julian Nowowiejski, obispo católico (1858-1941)[5]
- Leon Wetmański, obispo (1886-1941)[5]
- Mieczysława Kowalska, monja (1902-1941).